# لی سونگ هیوب
لی سونگ هیوب (کره‌ای: 이승협؛ زادهٔ ۳۱ اکتبر ۱۹۹۲) رپر، خواننده، نوازنده، ترانه‌پرداز و بازیگر اهل کره جنوبی است. او در سال ۲۰۱۳ به عنوان عضوی از گروه پسرانه ان. فلایینگ فعالیت خود را آغاز کرد.

## فیلم‌شناسی

### مجموعه تلویزیونی
| سال  | عنوان                | نقش           | توضیحات                | منابع |
| ---- | -------------------- | ------------- | ---------------------- | ----- |
| ۲۰۱۶ | هنرمندان             | مجری ویژه     | حضور افتخاری (قسمت ۱۸) |       |
| ۲۰۱۷ | نجاتم بده            | دانش آموز     |                        |       |
| ۲۰۱۹ | بهترین مرغ           | پارک جون هیوک |                        | [ ۲ ] |
| ۲۰۲۱ | باید بری؟            | لی وون        |                        |       |
| ۲۰۲۱ | با وجود اینکه می‌دانم | جو هیوک       |                        | [ ۳ ] |
| ۲۰۲۲ | ستاره‌های دنباله‌دار   | کانگ شی دوک   |                        | [ ۴ ] |
| ۲۰۲۴ | دونده دوست‌داشتنی     | بک این هیوک   |                        | [ ۵ ] |
| ۲۰۲۴ | در همسایگی عشق       | به دونگ جین   |                        | [ ۶ ] |